# Johannes Ittig

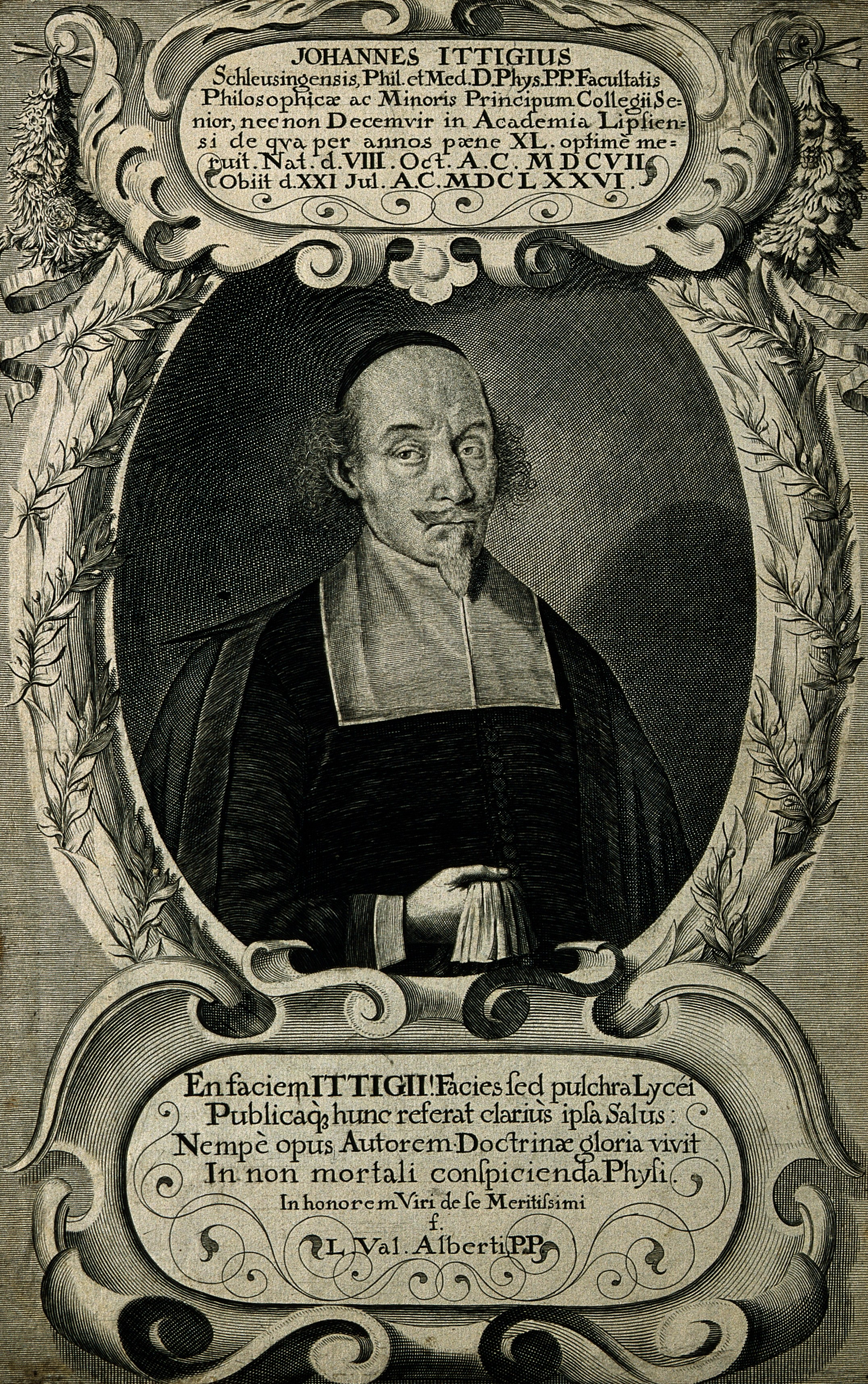
Credit: Wellcome Library

Johannes Ittig  (auch: Johann Ittigius; * 8. Oktober 1607 in Schleusingen; † 21. Juli 1676 in Leipzig) war ein deutscher Mediziner, Logiker und Physiker.

## Leben
Der Sohn des gleichnamigen Verwalters der Komturei des Johanniterordens in Schleusingen hatte die Schule seiner Heimatstadt besucht und 1626 ein Studium an der Universität Jena begonnen. Dieses setzte er 1629 an der Universität Leipzig fort, wo er 1630 das Baccalaureat und 1631 den akademischen Grad eines Magisters der Philosophie erwarb. Nachdem er sich an der philosophischen Fakultät habilitiert hatte, wurde er Assessor an derselben Fakultät und ging als Informator der Söhne des damaligen kurfürstlich sächsischen Leibarztes Sigismund Rupert Sultzberger (1623–1675) nach Dresden. Von diesem wurde er zum Studium der Medizin angeregt. Daher kehrte Ittig 1635 wieder an die Universität Leipzig zurück.
In Leipzig wurde er 1637 Baccalaureus an der medizinischen Fakultät, avancierte zum Lizentiaten und promovierte 1644 zum Doktor der Medizin. Nachdem Ittig Kollegiat am kleinen Fürstenkollegium geworden war, übertrug man ihm die Professur für Logik (Logicae organi Aristotelici). Er wurde 1638 Professor der Physik und Bibliothekar der Hochschulbibliothek. Als solcher beteiligte er sich auch an den organisatorischen Aufgaben der Leipziger Hochschule. Er war Decemvir der Akademie, Dekan sowie Senior der philosophischen Fakultät und in den Sommersemestern 1642, 1648, 1652, 1660, 1662, 1666 und 1670 siebenmal Rektor der Alma Mater.
Ittig wurde in der Leipziger Paulinerkirche beigesetzt, wo ihm auch ein Epitaph errichtet wurde.
Aus seiner 1641 geschlossenen Ehe mit Sabina Elisabeth, der Tochter des Theologen Thomas Weinrich (1587–1629), sind die Söhne Gottfried Nikolaus Ittig, Thomas Ittig (1643–1710), Johann Philipp Ittig (* 1. Mai 1642 in Leipzig; † 27. Januar 1652 ebenda) und die Tochter Anna Magaretha Ittig (verh. mit Johann Lange (1647–1725)) bekannt.

## Werke (Auswahl)
- Disputatio Psychologica De Phantasia seu Imaginativa. Leipzig 1632. (Digitalisat)
- De Ictero sive Morbo Regio. Henning, Leipzig 1638. (Digitalisat)
- Disputatio Medica Inauguralis De Memoria Et Oblivione. Ritzsch, Leipzig 1644. (Digitalisat)
- De Homonymis Disputatio Prima. Respondent: Johann Christoph Hilscher. Coler, Leipzig 1650. (Digitalisat)
- Disputatio de igne fatuo. Respondent: Martin Hermann. Wittig, Leipzig 1655. (Digitalisat)
- Exercitatio Physiologica De Sensu. Respondent: Heinrich Coller. Wittig, Leipzig 1655. (Digitalisat)
- Disputatio Physica De Anima Humana. Respondent: Johannes Schultz. Wittig, Leipzig 1655. (Digitalisat)
- Exercitatio Physica De Anima Vegetante. Respondent: Paul Ammann. Wittig, Leipzig 1656. (Digitalisat)